# Наруджа
Наруджа (груз. ნარუჯა) — посёлок городского типа (даба) в Озургетском муниципалитете края Гурия, Грузия. Посёлок расположен у западных окраин города Озургети.

## Население
| 1989 | 2002 | 2014 |
| ---- | ---- | ---- |
| 2219 | 2195 | 2148 |